# Geert Groote
Geert Groote (ur. w październiku 1340, zm. 20 sierpnia 1384, inaczej Gerrit, Gerard lub Gerhard Groet,
w formie zlatynizowanej Gerardus Magnus) – holenderski kaznodzieja i założyciel wspólnoty
Braci Wspólnego Życia.

## Życiorys
Urodził się w Deventer w diecezji biskupa Utrechtu, gdzie jego ojciec miał dobrą pozycję miejską. Studiował 
w Akwizgranie, następnie, w wieku zaledwie piętnastu lat, rozpoczął naukę na Uniwersytecie Paryskim. Studiował tam
filozofię scholastyczną i teologię pod kierunkiem ucznia 
Williama Ockhama, od którego chłonął nominalistyczną koncepcję filozofii.
Dodatkowo studiował prawo kanoniczne, medycynę, astronomię a nawet magię
oraz najwidoczniej hebrajski. Po błyskotliwych studiach otrzymał dyplom w 1358 roku.
Studia kontynuował w Kolonii.
Zmarł w wyniku dżumy w Deventer, w wieku 44 lat.